# José Ingenieros
José Ingenieros (nacido como Giuseppe Ingegnieri; Palermo, 24 de abril de 1877 – Buenos Aires, 31 de octubre de 1925) fue a su vez médico, psiquiatra, psicólogo, criminólogo, farmacéutico, sociólogo, filósofo, masón, teósofoescritor y docente ítaloargentino. Su libro Evolución de las ideas argentinas marcó rumbos en el entendimiento del desarrollo histórico de Argentina como nación. Se destacó por su influencia entre los estudiantes que protagonizaron la Reforma Universitaria de 1918.
Ingenieros no fue lo que actualmente se denomina «sociólogo»; más bien se podría calificarlo como un ensayista crítico. Sus ensayos acerca de la sociedad de su época ayudaron a abrir el diálogo sobre un sinnúmero de aspectos morales y éticos de la Argentina de principios del siglo XX, discusión que se originó en diversas corrientes de opinión política de la época como el socialismo, la masonería, el comunismo y el anarquismo y que derivó en la inclusión, transformada por cierto, de esos principios en vastos movimientos sociales como el radicalismo y el peronismo.

## Biografía
Nacido Giuseppe Ingegnieros, era hijo de Salvatore Ingegnieros y Mariana Tagliavia.
Cursó sus estudios primarios en el Colegio La Anunciación. Trabajó desde niño corrigiendo pruebas de imprenta, ya que su padre era periodista y tuvo dificultades económicas.
Solía encargarle traducciones de italiano, francés e inglés, incluso de libros enteros. En 1888 ingresó al Colegio Nacional Buenos Aires, que dirigía Amancio Alcorta.
En 1892, ya habiendo finalizado sus estudios secundarios, fundó el periódico La Reforma y un año después (en 1893), ingresó como alumno a la Facultad de Medicina de la Universidad de Buenos Aires, de la que se recibió en 1897 de farmacéutico y en 1900 de médico con su tesis Simulación en la lucha por la vida. Para esa época ya era conocido en los círculos literarios.
Además de sus intereses puramente científicos y sociales, también tuvo desde muy joven interés por el estudio del ocultismo, los fenómenos parapsicológicos y la teosofía.
Desde 1897 dirigió el diario La Montaña (periódico que se autodenominó «socialista revolucionario») junto con Leopoldo Lugones, en donde en su primer número escribió un artículo (el primero de varios) en donde defendía a la teosofía y al ocultismo y daba su punto de vista respecto al papel que estos tendrán (o deberían de tener) en el futuro, especialmente en el campo de la investigación científica. 
En sus publicaciones, Ingenieros mostraba un rechazo por las posturas científicas oficiales ―señalándolas como dogmáticas―, y proponía una actitud más abierta en la investigación psicológica. En 1898 escribió por primera vez para la revista teosófica Philadelphia, para la cual escribirá en varias ocasiones.
En 1903, la Academia Nacional de Medicina lo premió por Simulación de la locura (secuela de su tesis editada en libro). Fue nombrado jefe de la Clínica de Enfermedades Nerviosas de la Facultad de Medicina de la Universidad de Buenos Aires. En 1904 ganó la suplencia de la cátedra de Psicología Experimental en la Facultad de Filosofía y Letras (de la Universidad de Buenos Aires). Se convirtió en un destacado miembro de la Cátedra de Neurología a cargo de José María Ramos Mejía y en el Servicio de Observación de Alienados de la Policía de la Capital, del cual llegó a ser su director.
Fue secretario privado del expresidente Julio Argentino Roca durante su estancia en París en 1906.
En 1907, fue nombrado primer Director del Instituto de Criminología, creado ese mismo año. Los Archivos de Psiquiatría y Criminología Aplicadas a las Ciencias Afines. Medicina Legal – Sociología – Derecho – Psicología – Pedagogía, que Ingenieros dirigía desde 1902, se convirtieron en la publicación oficial del flamante organismo. 
En 1908 ganó la cátedra de Psicología Experimental en la Facultad de Filosofía y Letras de la Universidad de Buenos Aires. Ese año fundó la Sociedad de Psicología.
En 1909 fue elegido presidente de la Sociedad Médica Argentina y fue nombrado delegado argentino en el Congreso Científico Internacional celebrado en Buenos Aires. Completó sus estudios científicos en las universidades de París, Ginebra, Lausana y Heidelberg.
En 1914 José Ingenieros se casó con Eva Rutenberg en Lausana (Suiza); aunque el noviazgo se había iniciado en Buenos Aires. Del matrimonio nacieron cuatro hijos, Delia, Amalia, Julio y Cecilia. Su esposa Eva Rutenberg lo sobrevivió por 30 años, en tanto que su hija menor, Cecilia, falleció en 1995, y la hija mayor, Delia, en 1996.
Sus ensayos sociológicos, El hombre mediocre y ensayos críticos y políticos, como Al margen de la ciencia, Hacia una moral sin dogmas, Las fuerzas morales,
Evolución de las ideas argentinas y Los tiempos nuevos tuvieron un gran impacto en la enseñanza a nivel universitario en Argentina y obtuvieron una gran adhesión moral entre la juventud panamericana.
Además de dirigir su periódico bimestral, Seminario de Filosofía, mezcló su pasión por la ciencia con una ética social acentuada. En sus múltiples actividades demostró una capacidad y penetración notorias, siendo considerado un intelectual de peso en su tiempo.
Entre 1915 y 1928 empieza a publicar una colección editorial denominada La Cultura Argentina donde se editaron diversos títulos nacionales, de diversos autores tales como Alberdi, Sarmiento, Echeverría, Agustín Álvarez, Carlos Octavio Bunge, Florentino Ameghino, Ramos Mejía, etc.
Durante la Reforma Universitaria iniciada en 1918 fue elegido vicedecano de la Facultad de Filosofía y Letras, con amplio apoyo del movimiento estudiantil.
En 1919 renunció a todos los cargos docentes y hacia 1920 comenzó su etapa de lucha política, participando de manera activa en favor del grupo progresista Claridad, de tendencia comunista.
En 1922 promovió, como forma de protesta contra el sistema político imperante en la provincia de Córdoba, la candidatura de un personaje extravagante, Enrique Badesich, que logró ser elegido diputado provincial; no obstante, su diploma fue rechazado por la Cámara de Diputados provincial. Ese mismo año propuso la formación de la Unión Panamericana, un organismo de lucha contra el imperialismo que difundió continentalmente las ideas antimperialistas.
En 1925, pocos meses antes de su muerte, creó el mensuario Renovación en contra del imperialismo, firmando con los seudónimos de Julio Barreda Lynch y de Raúl H. Cisneros.
Al paso del tiempo discrepó de las posturas del socialismo de Estado y empezó a colaborar con periódicos anarquistas, llegando a ser abiertamente un simpatizante del anarquismo, varias de sus obras literarias reflejan este acercamiento. Esto se debió en parte a la influencia de criminólogo italiano Pietro Gori. Murió el 31 de octubre de 1925, a los 48 años, siendo la causa de su deceso meningitis grave.

## Obra
Ingenieros fue un representante destacado del pensamiento positivista, sobre todo en sus primeros años. También fue uno de los fundadores del socialismo en Argentina, aunque no participó orgánicamente en la actividad partidista.
Sus aportes al socialismo y a la psicología los basa, además de sus conocimientos científicos universitarios, en sus conocimientos sobre ocultismo y teosofía, de la cual fue defensor durante muchos años de su vida, escribiendo numerosos artículos en revistas teosóficas.
También fue el fundador, director y animador de la Revista de Filosofía, ciencia, cultura y educación, la cual se publicó entre 1915 y 1929 en ejemplares bimensuales.
A partir de la década del '10 comenzó a profundizar una línea de pensamiento más relacionada con los aspectos morales y políticos, aspectos ambos que Ingenieros veía íntimamente relacionados, inspirando a la juventud latinoamericana que realizó la Reforma Universitaria desde 1918 y lo nombró Maestro de la Juventud de América Latina.
Sus desarrollos sobre la identidad argentina y el antiimperialismo tuvieron gran influencia sobre varias generaciones del continente.

## Publicaciones

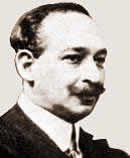
José Ingenieros en 1915.

### Primer período
- 1902: La psicopatología en el arte, Buenos Aires
- 1903: Simulación de la locura, Buenos Aires
- 1904: Histeria y sugestión, Buenos Aires
- 1905: La simulación en la lucha por la vida, Valencia
- 1906: Patología del lenguaje musical, París
- 1906: Crónicas de viaje, Buenos Aires
- 1907: La locura en la Argentina, Buenos Aires
- 1908: Sociología argentina, Buenos Aires

### Segundo período
- La Revolución, publicado en 1918.1910: Archivos de Psiquiatría y Criminología, aplicadas a las ciencias afines. Lecciones desarrolladas en su curso universitario de 1910. Buenos Aires
- 1911: Principios de psicología, Buenos Aires
- 1913: El hombre mediocre, Madrid
- 1917: Hacia una moral sin dogmas, Buenos Aires
- 1917: Ciencia y filosofía, Madrid
- 1918: Proposiciones relativas al porvenir de la filosofía, Buenos Aires
- 1918: Evolución de las ideas argentinas, Buenos Aires
- 1919: Las doctrinas de Ameghino, Buenos Aires
- 1921: Los tiempos nuevos, Buenos Aires
- 1922: Emilio Boutroux y la filosofía francesa, Buenos Aires
- 1922: La cultura filosófica en España, Buenos Aires
- Las fuerzas morales, obra póstuma
- Tratado del amor, obra póstuma
- Los precursores, Sarmiento, Alberdi y Echeverría, obra póstuma

### Artículos
- 1898: «Unilateralidad psicológica de los sabios oficiales», artículo en la revista Philadelphia (Buenos Aires), 7 de noviembre de 1898.
- 1897: «La ciencia oficial y la facultad de ciencias herméticas», artículo en el diario La Montaña, año I, n.º 11, 1 de septiembre de 1897.
- 1915: «El contenido filosófico de la cultura argentina», artículo en Revista de Filosofía (Buenos Aires), enero de 1915.
- 1905: «El elogio de la risa», artículo en Chinón; publicado también en la revista Teosofía en Argentina, número 4, 1916.